# 回顧
| ウィキペディアには「回顧」という見出しの百科事典記事はありません（タイトルに「回顧」を含むページの一覧/「回顧」で始まるページの一覧）。 代わりにウィクショナリーのページ「回顧」が役に立つかもしれません。 |